# 다윈의 위험한 생각
《다윈의 위험한 생각》은 대니얼 데닛의 1995년 책으로 저자는 다윈 이론의 일부 영향을 살펴본다. 논쟁의 요점은 다윈의 이론이 뒤집혔는지 여부에 관계없이 디자인(목적 또는 무엇을 위한 것인지)에는 디자이너가 필요하지 않을 수 있다는 위험한 생각에서 벗어날 수 없다는 것이다. 데닛은 자연 선택 이 맹목적인 과정이지만 그럼에도 불구하고 생명의 진화를 설명하기에 충분히 강력하다는 근거에 근거하여 이 사례를 만든다. 다윈의 발견은 생명의 생성이 알고리즘적으로 작동한다는 것, 그 뒤에 있는 프로세스가 이러한 프로세스에 주어진 결과가 반드시 그래야 하는 방식으로 작동한다는 것이다.
예를 들어 데닛은 마음이 순수한 알고리즘 프로세스로 환원될 수 없다고 주장함으로써 그의 많은 저명한 동시대 사람들이 기적 이 일어날 수 있다고 주장하고 있다고 말한다. 이러한 주장은 일반 대중에서 많은 토론과 토론을 불러일으켰다. 이 책은 1995년 내셔널 북 어워드 논픽션 1996년 퓰리처상 일반 논픽션 부문 최종 후보에 올랐다.
데닛의 이전 책은 Consciousness Explained (1991)였다. 데닛은 일반인뿐만 아니라 학계에서도 다윈주의에 대한 불편함이 있음을 지적하고 이 주제를 다루는 책을 쓸 때가 되었다고 판단했다. 《다윈의 위험한 생각》은 과학 작품이 아니라 학제 간 책이다. 데닛은 자신이 모든 과학적 세부 사항을 이해하지 못한다는 것을 인정한다. 그는 중간 수준의 세부 사항으로 들어가지만 원하는 경우 독자가 더 깊이 들어갈 수 있도록 남겨두고 이 목적에 대한 참조를 제공한다.
책을 쓰면서 데닛은 "다른 분야의 사상가들이 진화론을 진지하게 받아들이고, 그들이 진화론을 얼마나 과소평가했는지 보여주고, 왜 잘못된 사이렌 소리를 듣고 있는지 보여주고 싶었다"고 말했다. 이를 위해 그는 이야기를 한다. 주로 독창적이지만 이전 작업의 일부 자료를 포함하는 것이다.
데닛은 터프츠 대학교에서 다윈과 철학에 관한 학부 세미나를 가르쳤으며, 이 세미나에는 책에 있는 대부분의 아이디어가 포함되어 있다. 그는 또한 동료 직원과 다른 학자들의 도움을 받았으며, 그들 중 일부는 책의 초안을 읽었다. 콰인에게 헌정되었다.

## 개요

### 1부
4장에서는 생명의 나무를 어떻게 시각화할 수 있는지, 생명의 역사에서 몇 가지 중요한 사건을 살펴본다. 다음 장은 '멘델의 도서관'( 논리적으로 가능한 모든 게놈의 공간)을 개념적 도움으로 사용하여 가능한 것과 실제적인 것에 관한 것이다.
1부의 마지막 챕터에서 데닛은 인간의 인공물 과 문화를 통합된 디자인 공간의 한 지점으로 취급한다. 혈통 또는 상동 성은 독립적으로 나타날 것 같지 않은 공유 설계 특징에 의해 감지될 수 있다. 그러나 자연 선택(수렴 진화 참조)이나 인간 조사에 의해 반복적으로 발견되는 "강제 이동" 또는 "좋은 트릭"도 있다.

### 2부
여덟 번째 장의 메시지는 "생물학은 공학이다"라는 제목으로 전달된다. 생물학은 디자인, 기능, 구성 및 작동에 대한 연구이다. 그러나 생물학과 공학 사이에는 몇 가지 중요한 차이점이 있다. 최적화의 공학적 개념과 관련하여 다음 장에서는 데닛가 승인 한 적응주의를 다루며 Gould와 Lewontin의 "반박"을 환상이라고 부른다. 데닛은 적응주의가 사실상 제약을 푸는 가장 좋은 방법이라고 생각한다.

### 3부
그런 다음 의미의 진화에 대해 논의하고 데닛은 일련의 사고 실험을 사용하여 의미가 무의미한 알고리즘 프로세스의 산물이라는 것을 독자에게 설득한다.

## 같이 보기
- 베이즈 정리
- 제리 포더
- 존 설
- 보편적 다윈이론